# Hagiotata hofmanni
Hagiotata hofmanni es una especie de mantis de la familia Mantidae.

## Distribución geográfica
Se encuentra en Argentina y Brasil.